# 獅子王系列
《獅子王》（英語：The Lion King）是华特迪士尼公司包含一系列電影及額外媒體的跨媒體製作。1994年由Roger Allers和罗伯·明可夫執導的美國動畫電影《獅子王》的成功促成了兩部录影带首映的续集电影、一部電視電影續集、兩部衍生電視劇集、三部教育短片、數個視頻遊戲、不同商品以及獲得包括最佳音樂劇在內的六個托尼獎的百老匯史上公映時間第三長的音樂劇。該系列可被稱為「已獲得EGOT」，即已獲得了美國四個主要娛樂產業的大獎。